# عصبون صادر
العصبونات الصادرة أو الألياف العصبية الصادرة هي محاور عصبية تَخرج (تَصدر) من الجهاز العصبي متجهة نحو كافة أجزاء الجسم، بعكس العصبونات الواردة أو الألياف العصبية الواردة والتي هي محاور عصبية تَجلب (تُورّد) المعلومات أو الإشارات العصبية من كافة أجزاء الجسم إلى الجهاز العصبي المركزي، ويختلف هذان المصطلحان قليلا باختلاف استخدامهما في سياق الجهاز العصبي المحيطي والجهاز العصبي المركزي. فالعصبونات الصادرة هي تلك التي تحمل المعلومات العصبية من الجهاز العصبي المركزي إلى الأعضاء الطرفية (العضلات والغدد بشكل رئيسي)، ويطلق على ها عصبونات حركية، فيما تقوم العصبونات الواردة بنشاط عصبي في الاتجاه المعاكس،   

## التركيب

### العصب الحركي

الألياف الصادرة الجسدية العامة ذات غلاف الميالينتترك جسم الخلية العصبية الحركية لتشكل موصل عصبي عضلي.

تشارك العصبونات الصادرة المكونة للأعصاب الحركية في السيطرة على العضلات، سواء العضلات الهيكلية أو الملساء. ويتصل جسم العصبون بمحور عصبي واحد طويل وبزوائد شجرية تتفرع من الجسم ذاته (انظر الرسم)، ويُشكل هذا المحور العصبي الموصل العصبي العضلي، فيما يأخذ جسم العصبون الحركي شكل القمر الصناعي، وتُمثَل العصبونات الحركية بالمادة الرمادية الموجودة في الحبل الشوكي والنخاع المستطيل.

### الأنواع
هناك ثلاثة أنواع من العصبونات الصادرة: العصبونات الصادرة الجسدية العامة والخاصة، الأعصاب الصادرة الحشوية العامة والخاصة.